# Kasza jaglana

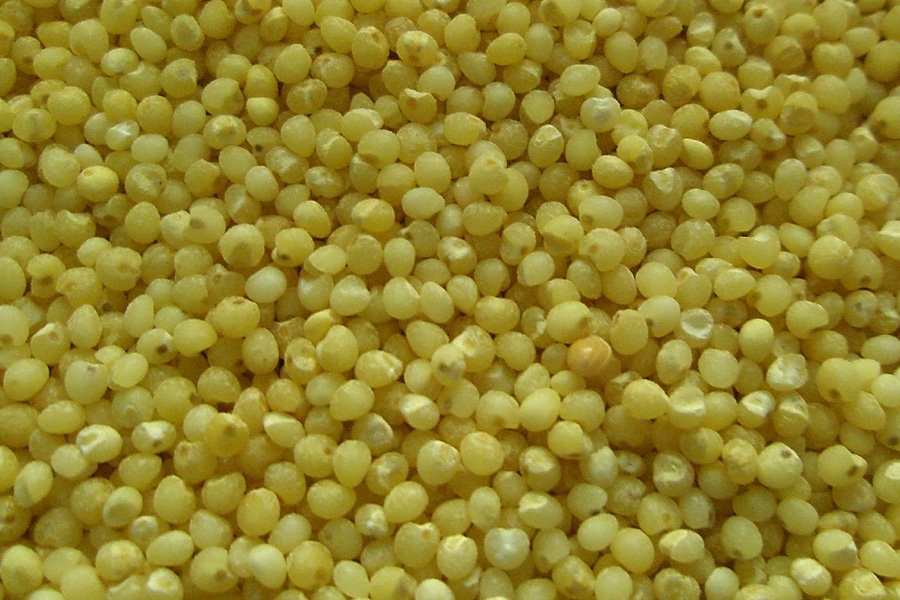
Jagły – łuskane ziarno prosa

Kasza jaglana, jagły – kasza z łuskanego ziarna prosa zwyczajnego. Słowo pochodzi od prasłowiańskiego wyrazu *jagъla (częściej w liczbie mnogiej *jagъly), który oznacza „proso”.
Kasza jaglana nie nadaje się do zbyt długiego przechowywania – ze względu na wysoką zawartość tłuszczów, które łatwo jełczeją, nadając jej gorzki smak. Ponadto łatwo chłonie wilgoć oraz obce zapachy.

## Wartości odżywcze
Jest dobrym źródłem energii. Według danych USDA z 2015 roku, 100 gramów (surowej) kaszy jaglanej dostarcza 378 kcal, 11,0 gramów białka, 4,2 grama tłuszczów, 72,9 grama całkowitej sumy węglowodanów – a w niej 8,5 grama błonnika. Nie zawiera glutenu.
Jest zalecana w diecie bezglutenowej. Jest zabroniona w dietach beztłuszczowej (niskotłuszczowej z ograniczeniem błonnika) i wątrobowej (łatwostrawnej z ograniczeniem tłuszczu).

## Sztuka kulinarna
Kaszę jaglaną często gotuje się w wodzie wymieszanej pół na pół z mlekiem – zyskuje wtedy delikatniejszy smak. Ugotowana na sypko, jest dodatkiem do duszonych mięs. Smakuje na słodko z owocami – nadaje się jako podstawa kisieli mlecznych i kleików. Wykorzystywana jest do wytrawnych i słodkich zapiekanek, budyniów, zagęszczania zup, potrawek i potraw typu ragoût (zob. bujta repa, czulent). Bywa także składnikiem farszy do pierogów i gołąbków. Grubo zmieloną dodaje się do ciasta na płaskie chlebki.
Kasza jaglana po ugotowaniu zwiększa swoją masę i objętość w następujący sposób:
- uzyskana konsystencja sypka: przyrost 170% objętości i 150% masy – gdy 1 kg kaszy i 25 g soli wchłonie 1,5 kg wody[9];
- uzyskana konsystencja gęsta rozklejona: przyrost 270% objętości i 200% masy – gdy 1 kg kaszy i 35 g soli wchłonie 2 kg wody[9].

W regionalnej kuchni ukraińskiej znane są krupci – kasza jaglana zacierana całymi jajkami i mąką.

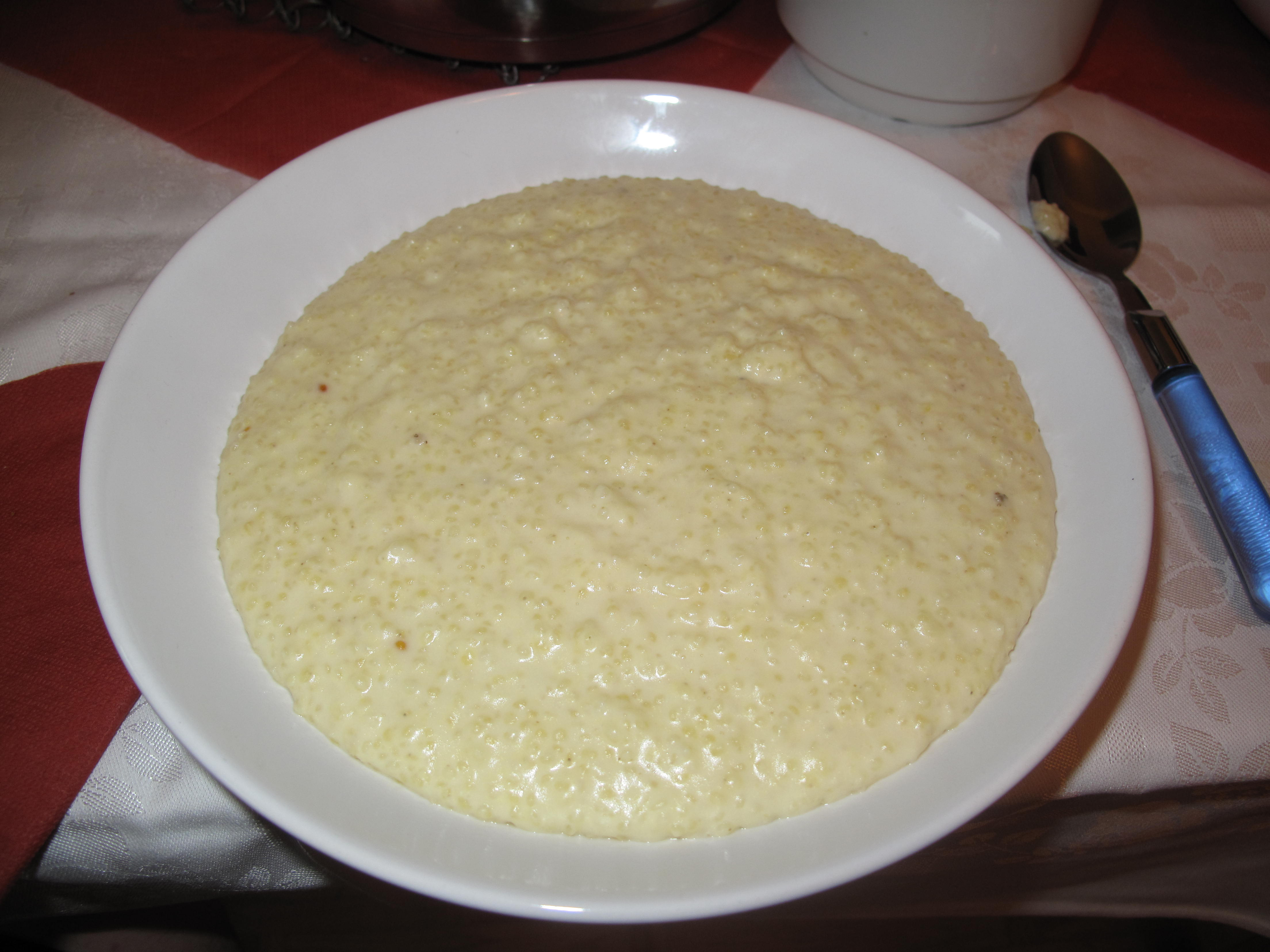
Jaglanka śniadaniowa (gęsta zupa mleczna)
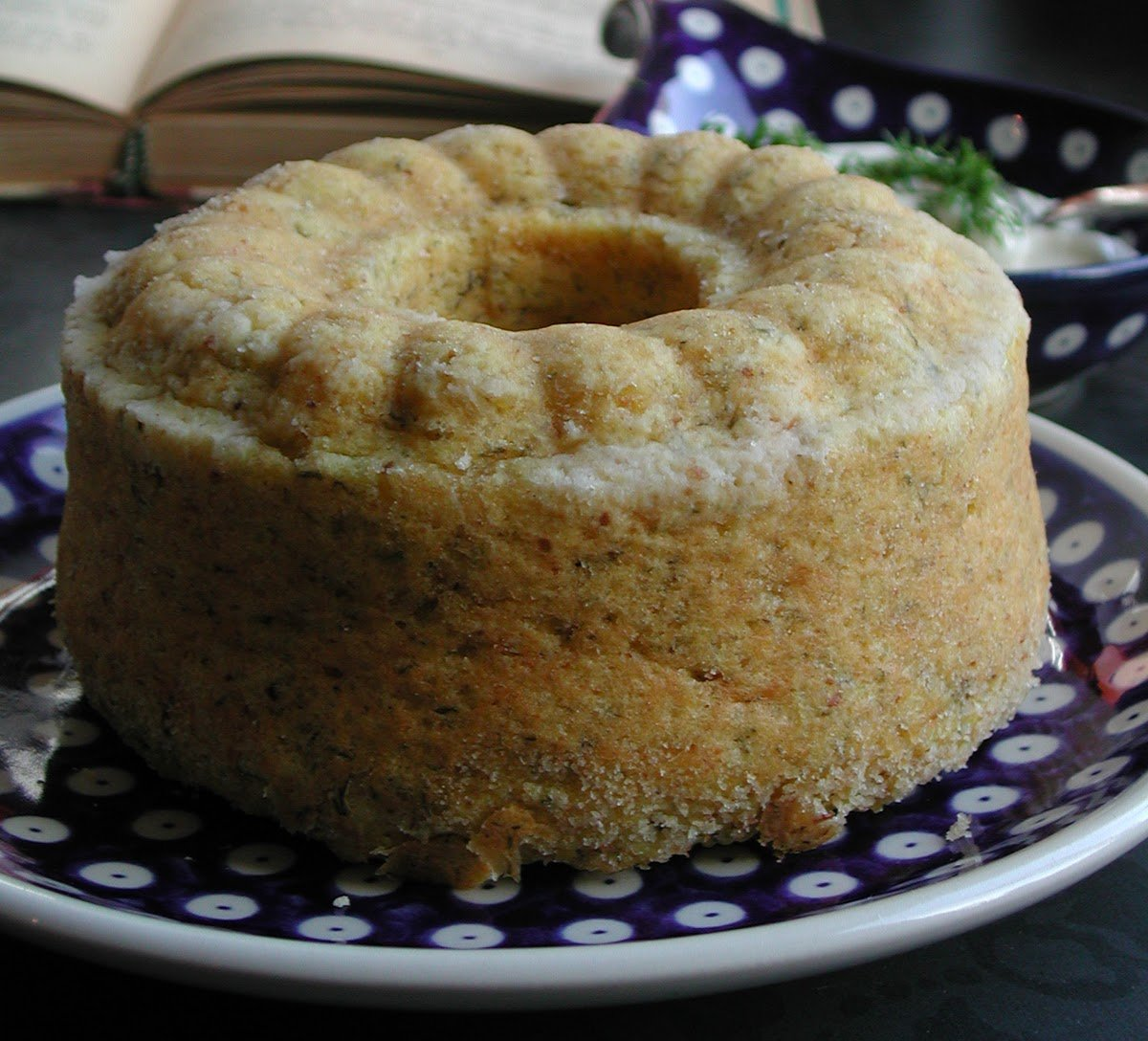
Budyń z kaszy jaglanej